# 极限竞速 地平线5
《极限竞速 地平线5》是由游乐场游戏工作室开发、Xbox游戏工作室发行的开放世界竞速游戏。本作是《极限竞速 地平线》系列的第五部作品和极限竞速系列的第十二部主游戏。游戏背景设定于参照墨西哥设计的虚构世界。游戏于2021年11月9日发布，登陆Microsoft Windows、Xbox One以及Xbox Series X/S平台。该游戏于2025年4月29日在PlayStation 5平台推出，这是《极限竞速》系列史上首次在微软以外的主机平台推出主要游戏。

## 游戏玩法
《极限竞速 地平线5》是一款以墨西哥为背景的竞速游戏。玩家将扮演一名在赛车比赛中取得过优异成绩的赛车手。游戏拥有整个《极限竞速 地平线》系列中最大的地图，比《极限竞速 地平线4》大50%。创意总监迈克·布朗（Mike Brown）称其为工作室为该系列创作的最大、最多样化的地图。地图包含活破火山口火山、丛林、海滩、古代瑪雅神庙与城镇（如瓜纳华托）。玩家可以自由探索开放世界，也可以参加多人比赛或完成故事模式。游戏中的车辆和玩家角色都有丰富的自定义选项。本作是系列中首个支持光线追踪的游戏（仅在「极限车赏」模式中可用）。
游戏采用了新的天气系统。由于墨西哥幅员辽阔，因此游戏中整个地图会同时出现多种气候。本作仍然保留了前作中的四季变化系统，季節也會影響地图内11个独特的生物群落。例如，沙尘暴会在旱季出现，而热带风暴在整个秋季都会出现。在茂密的丛林中，场景环境会根据天气而改变，例如树叶会随风飘扬。
游戏加入了全新玩法「地平线过关挑战赛」。地平线过关挑战赛由散布在地图上的一系列迷你多人游戏组成。其中之一是“皮纳塔砰砰乐”，地平线嘉年华的运输机会在指定区域内投放皮納塔；玩家的目标是在其他玩家的帮助下尽可能多地撞破皮納塔。游戏还引入了“EventLab”工具，玩家可以在其中根据个人喜好创建自定义游戏、比赛等。本作加入了名为“极限竞速Link”的新功能。据布朗介绍，极限竞速Link是可以跟踪玩家当前的状态的人工智能助手，辅助玩家与其他在线玩家游玩。如果玩家接受其他玩家的邀请，极限竞速Link还可以链接玩家的GPS系统。

## 开发

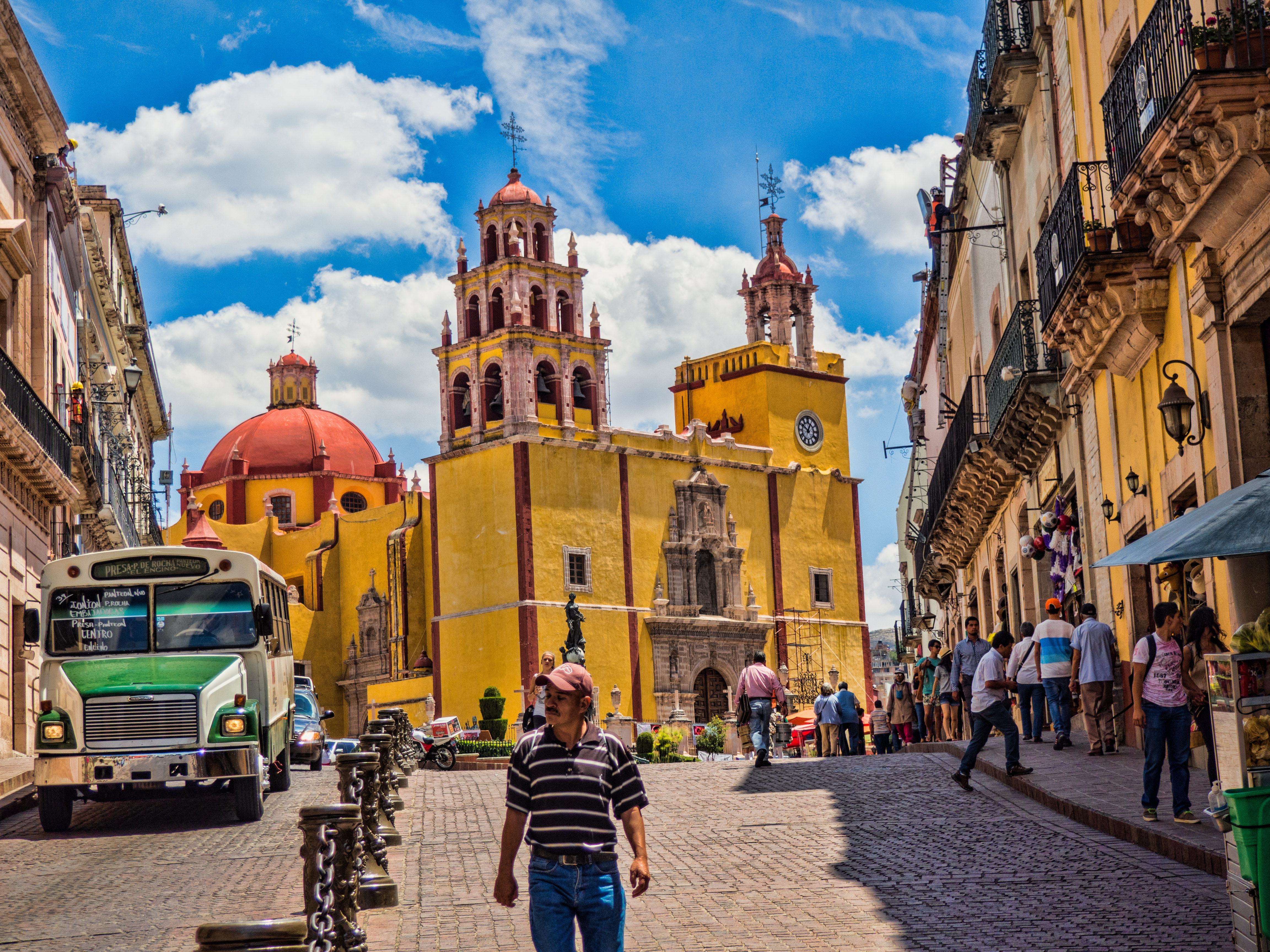
瓜纳华托狭窄的街道和广场被用作游戏中街头竞速赛的场地。

《极限竞速 地平线5》由游乐场游戏工作室开发。团队的目标是打造一款规模明显大于前作的游戏。墨西哥的多样化和多变的景观是将其选为背景舞台的原因。开发团队与墨西哥艺术家合作创作了游戏中的壁画，并与墨西哥音乐家合作创作了游戏配乐。工作室还派出团队前往墨西哥，采集真实世界的光线和天空数据。游戏广泛利用摄影测量数据，使游戏的虚拟环境仿若现实场景。例如，当玩家身处破火山口时，可以看到一侧的岩石的细节。单个细小的物体（如仙人掌的针）也会在游戏中渲染（尽管目前仅适用于Xbox Series X/S）。
《极限竞速 地平线5》公布于2021年E3電子娛樂展上的微软和贝塞斯达发布会。游戏于2021年11月9日在Windows、Xbox One和Xbox Series X/S平台上推出。
2022年1月26日，Playground Games宣布作为农历新年的更新，游戏将在2月首次增加中文游戏内语音，并首次添加来自中国品牌的车型。
截至2025年4月，本作車型有902款，包括更新後新加入的車型，成為极限竞速之中最多。

## 评价
| 汇总媒体   | 得分                     |
| ---------- | ------------------------ |
| Metacritic | (PC) 91/100 (XSX) 91/100 |

| 媒体          | 得分   |
| ------------- | ------ |
| Game Informer | 9.5/10 |
| GamesRadar+   | [ 19 ] |
| GameSpot      | 9/10   |
| IGN           | 10/10  |
| PC Gamer美国  | 90/100 |
| VentureBeat   | [ 23 ] |

根据评论聚合网站Metacritic，本作获得评论家的“普遍好评”。
到2021年11月7日，即顶级版发布后两天，标准版和豪华版发布前，游戏内的名人堂排行榜显示，已经有超过100万玩家通过购买高级版或Xbox Game Pass订阅的高级附加组件包来玩游戏。 本游戏也达到了Steam11月1日～11月7日当周游戏销量排行榜的第1位 。但先行体验顶级版的玩家发现游戏存在技术问题，如电脑安装或加载Discord等通讯软件或杀毒软件时游戏会闪退等现象。

## 备注
1. ↑  PlayStation 5平台由Panic Button负责平台移植开发
2. ↑  頂級版提早四天在2021年11月5日開放玩家遊玩，而標準版與豪華版則會在2021年11月9日才開放遊玩。